# Påfågelsnultra
Påfågelsnultra (Symphodus tinca) är en fiskart som först beskrevs av Carl von Linné 1758.  Påfågelsnultra ingår i släktet Symphodus och familjen läppfiskar. IUCN kategoriserar arten globalt som livskraftig. Inga underarter finns listade i Catalogue of Life.